# Myadestes coloratus
El solitario variado o solitario enmascarado (Myadestes coloratus) es una especie de ave paseriforme de la familia Turdidae endémica  de las montañas del sur de Panamá y el extremo noroccidental de Colombia. 

## Descripción
El solitario variado mide alrededor de 18 cm de largo. El plumaje de sus partes superiores es de color castaño salvo el de su píleo y cuello que son grises como las partes inferiores. Presenta una mancha negra que ocupa su rostro, frente y barbilla. Su pico y patas son de color anaranjado.

## Distribución y hábitat
Su hábitat natural son los bosques tropicales de las montañas del Darién, al sur de Panamá, y zonas colindanes del Chocó colombiano.